# 第10即応機動連隊
第10即応機動連隊（だいじゅうそくおうきどうれんたい、JGSDF 10th Rapid Deployment Regiment）は、陸上自衛隊滝川駐屯地（北海道滝川市）に駐屯する第11旅団隷下の即応機動連隊である。

## 概要
連隊長は1等陸佐（三）が充てられ、滝川駐屯地司令を兼ね、連隊本部、本部管理中隊、3個普通科中隊、火力支援中隊および機動戦闘車中隊により編成される。
26中期防に基づき、編成された即応機動連隊のひとつであり、2019年（平成31年）に第10普通科連隊から改編された。2018年（平成30年）3月に編成された2個即応機動連隊および同時編成の第22即応機動連隊とは異なり、16式機動戦闘車を装備する機動戦闘車中隊が2個中隊の編成ではなく1個機動戦闘車中隊であることと、旅団司令部に火力調整部を保有しない点で違いがある。（北部方面隊では野戦特科および戦車部隊は師団旅団部隊に残す方針のため、これらの部隊が残されている。）

## 沿革
第10連隊
- 1951年（昭和26年）5月1日：警察予備隊第4管区隊第10連隊が福岡駐屯地に新編。

1. 連隊本部および第1、第2大隊は福岡駐屯地に配置[3]。
2. 第3大隊は針尾駐屯地に配置[3]。

- 1952年（昭和27年）
  - 1月19日：部隊改編

  1. 第10連隊第3大隊（針尾駐屯地）が第12連隊第3大隊に改称。
  2. 第11連隊第3大隊（中津駐屯地）が第10連隊第3大隊に改称。
  3. 第12連隊第3大隊（熊本駐屯地）が第10連隊第2大隊に改称。

  - 1月20日：第10連隊第2大隊（福岡駐屯地）が、第11連隊第3大隊に改称。
  - 1月23日：連隊本部および第1大隊が福岡駐屯地から針尾駐屯地に移駐。
  - 7月7日：第10連隊の主力が針尾駐屯地から大村駐屯地に移駐。

第10普通科連隊
- 1954年（昭和29年）7月1日：陸上自衛隊発足に伴い、第10連隊が第10普通科連隊に称号変更。
- 1954年（昭和29年）
  - 8月30日：第10普通科連隊が大村駐屯地から東千歳駐屯地へ移駐。第2管区隊隷下に入る。
  - 9月26日：第3普通科連隊第3大隊（留萌駐屯地）を第10普通科連隊第1大隊として編入。
  - 10月30日：第10普通科連隊が東千歳駐屯地から真駒内駐屯地へ移駐完了。
- 1955年（昭和30年）7月15日：第10普通科連隊（第1大隊欠）が真駒内駐屯地から滝川駐屯地へ移駐。
- 1962年（昭和37年）
  - 1月18日：第11師団編成に伴い、第11師団隷下に編入され再編。

  1. 第10普通科連隊が第2大隊を基幹として、本部管理中隊、4個普通科中隊および重迫撃砲中隊編成となる。
  2. 第1大隊（留萌駐屯地）を基幹として第26普通科連隊が留萌駐屯地に新編され、第2師団隷下に編合。
  3. 第3大隊を基幹として、第28普通科連隊が滝川駐屯地において編成完結[4][5]。

  - 8月3日：第28普通科連隊が滝川駐屯地から函館駐屯地に移駐。
- 1989年（平成元年）3月24日：第11師団改編により、自動車化連隊に改編。
- 2008年（平成20年）3月26日：第11師団の旅団化による連隊改編。

1. 第4普通科中隊および重迫撃砲中隊を廃止。
2. 本部管理中隊に重迫撃砲小隊を新編。
3. 後方支援体制変換に伴い、整備部門を第11後方支援隊第2整備中隊第1普通科直接支援小隊へ移管。

- 2010年（平成22年）8月：第52普通科連隊新編に伴い所属人員の一部を同連隊準備隊に転属。準備業務を開始。

第10即応機動連隊
- 2019年（平成31年）3月26日：第10普通科連隊が第10即応機動連隊に改編[1][6]。

1. 警備隊区内の担当区域を再編。
2. 整備支援担当部隊の第11後方支援隊即応機動直接支援中隊を滝川駐屯地に新編。

## 部隊編成
- 第10即応機動連隊本部
  - 第1科（S-1）- 人事 - 第1科広報室
  - 第2科（S-2）- 情報
  - 第3科（S-3）- 作戦（運用訓練）
  - 第4科（S-4）- 兵站
  - 最先任上級曹長(CSM)
- 本部管理中隊「10即機-本」 
  - 中隊本部：96式装輪装甲車（A型）
  - 連隊本部班：82式指揮通信車
  - 情報小隊：軽装甲機動車、偵察用オートバイ
  - 通信小隊
  - 施設作業小隊：75式ドーザ
  - 対戦車小隊：中距離多目的誘導弾
  - 高射小隊：93式近距離地対空誘導弾
  - 補給小隊
  - 衛生小隊：1トン半救急車、96式装輪装甲車（B型）
- 第1普通科中隊「10即機-1」 
  - 中隊本部班
  - 第1小銃小隊：96式装輪装甲車
  - 第2小銃小隊：96式装輪装甲車
  - 第3小銃小隊：96式装輪装甲車
  - 迫撃砲小隊：L16 81mm 迫撃砲
- 第2普通科中隊「10即機-2」 
  - 中隊本部班
  - 第1小銃小隊：96式装輪装甲車
  - 第2小銃小隊：96式装輪装甲車
  - 第3小銃小隊：96式装輪装甲車
  - 迫撃砲小隊：L16 81mm 迫撃砲
- 第3普通科中隊「10即機-3」 
  - 中隊本部班
  - 第1小銃小隊：96式装輪装甲車
  - 第2小銃小隊：96式装輪装甲車
  - 第3小銃小隊：96式装輪装甲車
  - 迫撃砲小隊：L16 81mm 迫撃砲
- 火力支援中隊「10即機-火支」：120mm迫撃砲 RT
- 機動戦闘車中隊「10即機-戦」（旧第11戦車大隊）：16式機動戦闘車、96式装輪装甲車、軽装甲機動車

## 整備支援部隊
第10普通科連隊
- 第11後方支援隊第2整備中隊第1普通科直接支援小隊「11後支-2整」（滝川駐屯地）：2008年（平成20年）3月26日から2019年（平成31年）3月25日の間。

第10即応機動連隊
- 第11後方支援隊即応機動直接支援中隊「11後支-即機」（滝川駐屯地）：2019年（平成31年）3月26日から

## 主要幹部
| 官職名                               | 階級    | 氏名     | 補職発令日     | 前職                       |
| ------------------------------------ | ------- | -------- | -------------- | -------------------------- |
| 第10即応機動連隊長 兼 滝川駐屯地司令 | 1等陸佐 | 小林邦之 | 2024年08月02日 | 陸上自衛隊富士学校主任教官 |

| 代                 | 氏名                   | 在職期間                        | 前職                                              | 後職                                            |
| 第10普通科連隊長   | 第10普通科連隊長       | 第10普通科連隊長                | 第10普通科連隊長                                  | 第10普通科連隊長                                |
| ------------------ | ---------------------- | ------------------------------- | ------------------------------------------------- | ----------------------------------------------- |
| 01                 | 岡崎実雄 （1等警察正） | 1951年05月01日 - 1951年12月28日 | 警察予備隊福岡駐とん地部隊長                      | 警察予備隊総隊総監部勤務                        |
| 02                 | 平井重文 （1等保安正） | 1951年12月29日 - 1954年01月28日 | 警察予備隊総隊総監部所属                          | 保安隊普通科学校長 兼 前川原駐とん地部隊長      |
| 03                 | 森二三吉               | 1954年01月29日 - 1957年03月11日 | 保安隊普通科学校                                  | 第3管区総監部幕僚長                             |
| 04                 | 石川頼夫               | 1957年03月12日 - 1958年03月15日 | 陸上自衛隊幹部学校教育部教官                      | 第2管区総監部幕僚長                             |
| 05                 | 日隈良                 | 1958年03月16日 - 1960年07月31日 | 陸上幕僚監部監理部管理班長                        | 陸上自衛隊富士学校総務部長                      |
| 06                 | 栗原重厚               | 1960年08月01日 - 1963年07月31日 | 札幌駐とん地業務隊長                              | 普通科教導連隊長                                |
| 07                 | 志賀鍗二郎             | 1963年08月01日 - 1965年07月15日 | 北部方面総監部監察官                              | 朝霞駐とん地業務隊長                            |
| 08                 | 赤森伸冶               | 1965年07月16日 - 1967年07月16日 | 防衛研修所所員                                    | 第6師団司令部幕僚長                             |
| 09                 | 桑江良逢               | 1967年07月17日 - 1969年07月15日 | 中部方面総監部第1部勤務                           | 防衛大学校訓練部訓練課長                        |
| 10                 | 小松正美               | 1969年07月16日 - 1971年07月15日 | 西部方面総監部第3部勤務                           | 陸上自衛隊幹部学校学校教官                      |
| 11                 | 有光丈典               | 1971年07月16日 - 1973年07月15日 | 統合幕僚学校学校教官                              | 陸上幕僚監部第4部総括班長                       |
| 12                 | 鈴木七郎               | 1973年07月16日 - 1975年07月15日 | 西部方面総監部業務室長                            | 東北方面総監部第1部長                           |
| 13                 | 熊谷義明               | 1975年07月16日 - 1977年03月15日 | 東部方面総監部業務室長                            | 北部方面総監部監察官                            |
| 14                 | 大河内眞一郎           | 1977年03月16日 - 1978年06月30日 | 自衛隊山梨地方連絡部長                            | 第12師団司令部幕僚長                            |
| 15                 | 田畑元典               | 1978年07月01日 - 1980年07月31日 | 防衛庁長官官房                                    | 自衛隊栃木地方連絡部長                          |
| 16                 | 佐々木直               | 1980年08月01日 - 1982年08月01日 | 北部方面総監部人事部人事課長                      | 自衛隊旭川地方連絡部長                          |
| 17                 | 池﨑一夫               | 1982年08月02日 - 1985年03月15日 | 陸上幕僚監部防衛部研究課 総括班長                 | 自衛隊広島地方連絡部長                          |
| 18                 | 大西操                 | 1985年03月16日 - 1987年07月31日 | 東部方面総監部防衛部防衛課長                      | 陸上幕僚監部監理部総務課勤務                    |
| 19                 | 國見昌宏               | 1987年08月01日 - 1989年06月29日 | 陸上幕僚監部調査部調査第2課 調査第2班長           | 陸上幕僚監部人事部補任課長                      |
| 20                 | 嶋野隆夫               | 1989年06月30日 - 1992年03月15日 | 陸上幕僚監部防衛部研究課 総括班長                 | 自衛隊佐賀地方連絡部長                          |
| 21                 | 林田大義               | 1992年03月16日 - 1994年11月30日 | 陸上幕僚監部人事部募集課 募集班長                 | 陸上自衛隊富士学校総合研究開発部 主任研究開発官 |
| 22                 | 堀田雄三               | 1994年12月01日 - 1997年03月25日 | 北部方面総監部人事部人事課長                      | 陸上自衛隊衛生補給処副処長                      |
| 23                 | 山本忠雄               | 1997年03月26日 - 1999年07月08日 | 第1師団司令部第3部長                              | 東北方面総監部人事部長                          |
| 24                 | 千葉徳次郎             | 1999年07月09日 - 2001年01月10日 | 陸上幕僚監部装備部装備計画課 企画班長             | 陸上幕僚監部人事部人事計画課長                  |
| 25                 | 宮下寿広               | 2001年01月11日 - 2002年03月21日 | 陸上幕僚監部防衛部防衛課 業務計画班長             | 陸上幕僚監部防衛部防衛課長                      |
| 26                 | 北村昌也               | 2002年03月22日 - 2004年03月31日 | 陸上幕僚監部調査部調査課業務班長                  | 自衛隊栃木地方連絡部長                          |
| 27                 | 赤石章                 | 2004年04月01日 - 2006年08月03日 | 東北方面総監部人事部援護業務課長                  | 陸上自衛隊研究本部主任研究開発官                |
| 28                 | 西浩德                 | 2006年08月04日 - 2008年03月25日 | 陸上幕僚監部教育訓練部教育訓練課 教育班長         | 統合幕僚監部防衛計画部計画課長                  |
| 29                 | 甲斐康誠               | 2008年03月26日 - 2010年03月25日 | 第1師団司令部第3部長                              | 陸上自衛隊研究本部研究員                        |
| 30                 | 原田一郎               | 2010年03月26日 - 2012年03月31日 | 中部方面総監部人事部援護業務課長                  | 陸上自衛隊高等工科学校総務部長                  |
| 31                 | 首藤光太郎             | 2012年04月01日 - 2014年03月22日 | 第4師団司令部監察官                               | 陸上自衛隊小平学校総務部総務課長                |
| 32                 | 佐々木裕治             | 2014年03月23日 - 2016年03月22日 | 陸上幕僚監部運用支援・情報部 運用支援課陸上連絡官 | 東北方面指揮所訓練支援隊長                      |
| 33                 | 関谷拓郎               | 2016年03月23日 - 2018年03月22日 | 第9師団司令部監察官                               | 中央即応集団司令部付                            |
| 未                 | 伊與田雅一             | 2018年03月23日 - 2019年03月25日 | 中部方面総監部防衛部訓練課長                      | 第10即応機動連隊長 兼 滝川駐屯地司令            |
| 第10即応機動連隊長 |                        |                                 |                                                   |                                                 |
| 01                 | 伊與田雅一             | 2019年03月26日 - 2020年03月15日 | 第10普通科連隊長 兼 滝川駐屯地司令                | 陸上自衛隊富士学校機甲科部副部長                |
| 02                 | 岡田豊                 | 2020年03月16日 - 2021年12月21日 | 陸上幕僚監部運用支援・訓練部 運用支援課企画班長   | 陸上幕僚監部運用支援・訓練部 運用支援課長       |
| 03                 | 松井貴仁               | 2021年12月22日 - 2024年08月01日 | 統合幕僚監部運用部運用第2課 災害派遣班長          | 陸上総隊司令部運用部副部長                      |
| 04                 | 小林邦之               | 2024年08月02日 -                | 陸上自衛隊富士学校主任教官                        |                                                 |

## 主要装備
- 16式機動戦闘車
- 96式装輪装甲車
- 軽装甲機動車
- 高機動車
- 1/2tトラック / 73式小型トラック
- 1 1/2tトラック / 73式中型トラック
- 3 1/2tトラック / 73式大型トラック
- 89式5.56mm小銃
- 対人狙撃銃
- 62式7.62mm機関銃
- 5.56mm機関銃MINIMI
- 12.7mm重機関銃M2
- 96式40mm自動てき弾銃
- 110mm個人携帯対戦車弾
- 01式軽対戦車誘導弾
- 携帯放射器
- 81mm迫撃砲 L16
- 120mm迫撃砲 RT

## 警備隊区
出典
- 第1普通科中隊：赤平市、歌志内市、砂川市、上砂川町
- 第2普通科中隊：新十津川町、浦臼町
- 第3普通科中隊：芦別市、奈井江町
- 火力支援中隊：石狩市、当別町
- 機動戦闘車中隊：滝川市

## 廃止部隊
- 1962年（昭和37年）1月18日廃止：第11師団編成に伴い、第11師団隷下に編入され再編。
  - 第10普通科連隊第1大隊「10普-1-本」（留萌駐屯地）：第26普通科連隊に改編。
  - 第10普通科連隊第2大隊「10普-2-本」（滝川駐屯地）：本部管理中隊、4個普通科中隊および重迫撃砲中隊編成となる。
  - 第10普通科連隊第3大隊「10普-3-本」（滝川駐屯地）：第28普通科連隊に改編。
- 2008年（平成20年）3月26日廃止：第11師団の旅団化による改編。
  - 第10普通科連隊本部管理中隊管理整備小隊「10普-本」（滝川駐屯地）：整備部門を第11後方支援隊第2整備中隊第1普通科直接支援小隊へ移管。
  - 第10普通科連隊第4普通科中隊「10普-4」（滝川駐屯地）
  - 第10普通科連隊重迫撃砲中隊「10普-重迫」（滝川駐屯地）：第10普通科連隊本部管理中隊重迫撃砲小隊に縮小改編。

## 第10普通科連隊廃止時の編成
- 第10普通科連隊本部
- 本部管理中隊「10普-本」
- 第1普通科中隊「10普-1」：96式装輪装甲車
- 第2普通科中隊「10普-2」
- 第3普通科中隊「10普-3」